# Сборная Мексики по футболу
Сборная Мексики по футболу (исп. Selección de fútbol de México) — представляет Мексику на международных футбольных турнирах и матчах и управляется Федерацией футбола Мексики. Самая титулованная сборная в КОНКАКАФ. На международных турнирах за пределами своей конфедерации наибольшим успехом сборной Мексики является победа в Кубке конфедераций в 1999 году (в финале этого турнира со счётом 4:3 была обыграна сборная Бразилии). Наивысшая позиция в рейтинге ФИФА — 4-е место (1998, 2003, 2004, 2006).
Сборная Мексики 17 раз принимала участие в чемпионатах мира (это пятый показатель после Бразилии, Германии, Италии и Аргентины), лучший результат — выход в четвертьфинал в 1970 и 1986 годах. Несмотря на регулярное участие в мировых первенствах, долгое время сборной не удавалось показывать хороших результатов. Одной из причин тому является относительная изолированность мексиканского футбола — на своём континенте у Мексики практически нет сильных соперников, так как сильнейшие сборные мира традиционно сосредоточены в Европе и Южной Америке. Для преодоления этой изолированности были предприняты шаги по сближению с КОНМЕБОЛ — с 1993 по 2016 год Мексика принимала участие в Кубке Америки (в первом же для себя розыгрыше дойдя до финала), с 1998 по 2017 год мексиканские футбольные клубы выступали в Кубке Либертадорес. При этом игроки национальной сборной редко уезжают за пределы своей страны — в Лиге MX высокий уровень зарплат, а мексиканские футболисты плохо приживаются в ведущих европейских клубах, исключений мало, наиболее заметные из них — Уго Санчес, Рафаэль Маркес, Хавьер Эрнандес. И, хотя в последнее время[какое?] число мексиканских игроков, выступающих в Европе, постепенно увеличивается, далеко не всем из них доверяют место в национальной сборной, основу которой, как правило, составляют футболисты из чемпионата Мексики. Пока что единственным чемпионатом мира, на котором большинство вызванных в сборную игроков представляли европейские чемпионаты, был чемпионат 2018 года в России (12 из 23 футболистов). На чемпионате-2022 в Катаре костяк сборной вновь составили игроки мексиканских клубов (16 из 26 заявленных футболистов).
Несмотря на отсутствие побед на чемпионатах мира, мексиканский футбол находится на высоком уровне — в Мексике развита футбольная инфраструктура, здесь располагается шесть стадионов вместимостью более 50 тысяч зрителей, в том числе крупнейший чисто футбольный стадион в мире — «Ацтека», Мексика шесть раз подавала заявки на проведение у себя чемпионатов мира, по состоянию на 2022 год два раза успешно проведя «Мундиаль», и завоевав право в третий раз в истории принять чемпионат в 2026 году (вместе с Канадой и США). В XXI веке многочисленных успехов добились различные сборные младших возрастов — юношеская сборная Мексики трижды выходила в финал юниорского чемпионата мира по футболу, взяв золотые медали в 2005 и 2011 годах, молодёжная сборная выиграла бронзу на чемпионате мира 2011 года, олимпийская сборная выиграла Олимпиаду 2012 года.
После чемпионата мира-1990, который Мексика пропустила не по спортивному принципу, а из-за конфликта с ФИФА (сборная не была допущена даже до отборочного турнира), мексиканцы 7 раз подряд преодолевали групповой этап финальных стадий чемпионата мира — ни у одной другой сборной, за исключением Бразилии, нет столь длительных серий выхода в плей-офф чемпионатов мира.

## История

### Возникновение сборной

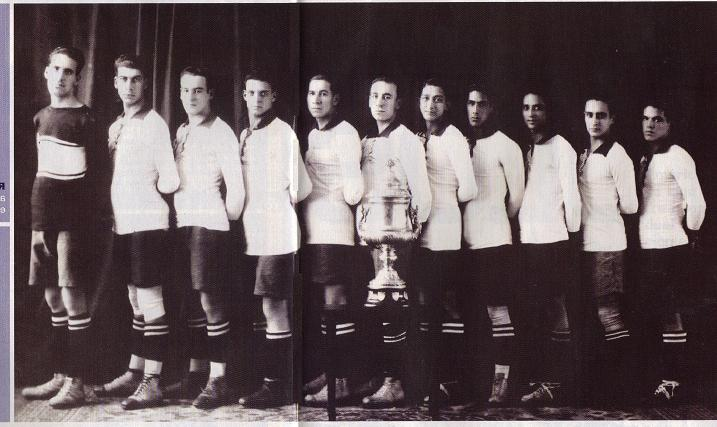
«Америка» сезона 1922/23 — клуб, на базе которого была создана первая сборная Мексики

Футбол в Мексике возник в начале XX века. Тогда в него играли, в основном, представители европейских иммигрантских групп — сначала английские гастарбайтеры, работавшие в горнодобывающей промышленности, в последующие годы — испанские эмигранты, бежавшие на Американский континент из-за Гражданской войны на родине. Таким образом, на раннем этапе на мексиканский футбол оказали влияние английская и испанская футбольные школы. Внутренний чемпионат в Мексике стал регулярно проводиться с 1902 года. Поначалу в нём играли команды, составленные из иностранных игроков. Первая команда, составленная полностью из мексиканцев, была организована в 1916 году студентами колледжа в Мехико и получила название «Клуб Америка» (исп. Club América). Именно «Америке» довелось первой представлять Мексику в международных матчах — в 1922 году мексиканский посол Хуан де Диос Бохоркес предложил национальной сборной Гватемалы провести серию товарищеских матчей против сборной Мексики. В январе 1923 года в столице Гватемалы состоялось 3 матча, завершившиеся со счётом 2:3 (01.01.1923), 3:1 (04.01.1923) и 1:4 (07.01.1923). Однако сложно назвать эти игры первыми матчами сборной, скорее это были первые международные игры мексиканского клуба — «Америки». В декабре 1923 года сборная Гватемалы прибыла с ответным визитом в Мехико, где сборная Мексики, составленная опять же на базе ФК «Америка», но также усиленная игроками «Атланте» и «Депортиво Марте», провела свои первые полноценные международные матчи, в которых одержала ещё 2 победы (09.12.1923 — 2:1, 12.12.1923 — 2:0) и один матч завершила вничью 3:3 (16.12.1923).
9 августа 1927 года в Мексике был создан официальный руководящий орган в области футбола — Федерация футбола Мексики (исп. Federación Mexicana de Fútbol Asociación, A.C.). С момента своего создания федерация стала основным органом, отвечающим за продвижение футбола в стране, администрирование, организацию, управление, и финансирование мексиканской национальной сборной по футболу, а также всех футбольных соревнований в Мексике. В 1929 году Федерация футбола Мексики была принята в ФИФА.

### Первые международные турниры
Первым международным турниром для сборной Мексики стали Олимпийские игры 1928 года в Амстердаме. Мексиканцы выбыли в первом раунде, проиграв сборной Испании со счётом 1:7. В рамках олимпийского футбольного турнира сборная сыграла ещё один матч, уступив в «утешительном» раунде сборной Чили со счётом 1:3.
В том же 1928 году ФИФА приняла решение проводить самостоятельный футбольный турнир — чемпионат мира. Первый его розыгрыш состоялся в Уругвае в 1930 году. Сборная Мексики стала одним из его участников. На групповом этапе мексиканцы проиграли во всех трёх матчах — 1:4 Франции, 0:3 Чили и 3:6 Аргентине. Лучшим бомбардиром сборной стал нападающий Мануэль Росас, сумевший дважды поразить ворота сборной Аргентины.

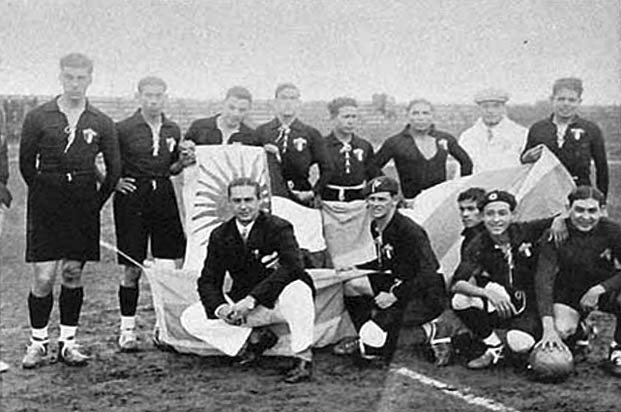
Сборная Мексики перед матчем против Франции на ЧМ-1930

Затем Мексика прошла отборочные игры на чемпионат мира 1934 года в Италии, трижды победив в финале континентального квалификационного турнира сборную Кубы (3:2, 5:0 и 4:1). Однако уже по прибытии в Италию оргкомитет чемпионата потребовал от сборной Мексики за три дня до начала первенства провести ещё один квалификационный матч — со сборной США, в последний момент изъявившей желание участвовать в чемпионате — чтобы определить, кто будет единственным представителем от Северной Америки. Матч был проведён на стадионе Национальной фашистской партии в Риме 24 мая 1934 года и закончился поражением мексиканцев — 2:4. Таким образом, финальная часть турнира прошла без участия сборной Мексики. В чемпионате 1938 года во Франции Мексика участвовать отказалась — в числе многих других американских сборных, объявивших бойкот из-за того, что был нарушен принцип чередования континентов и первенство второй раз подряд проводится в Европе.
Не попав на чемпионат мира, сборная Мексики приняла участие в футбольном турнире в рамках Игр стран Центральной Америки и Карибского бассейна, которые проводились в Сальвадоре в 1935. Одержав 5 побед в 5 матчах — 8:1 над Сальвадором, 5:1 над Гватемалой, 6:1 над Кубой, 8:2 над Гондурасом и 2:0 в финале над Коста-Рикой, Мексика выиграла золотые медали, что стало первым международным успехом сборной. В 1938 году мексиканцы приняли участие в IV розыгрыше Игр стран Центральной Америки и Карибского бассейна, где вновь встретились в финале со сборной Коста-Рики и вновь одержали победу — 2:1, завоевав свой второй титул. По ходу этого турнира мексиканцы впервые одержали победы над командами из Южной Америки — победив сборные Венесуэлы (1:0) и Колумбии (3:1).
Между 1939 и 1947 сборная Мексики ни разу не собиралась.

### Завсегдатаи чемпионатов мира (1950—1970)
Начиная с 1950 года Мексика стабильно попадала на чемпионаты мира по футболу. Но в финальной части, сталкиваясь с более опытными сборными из Европы и Южной Америки, успехов не добивалась. Однако с каждым розыгрышем класс команды повышался и победы над мексиканцами давались ведущим мировым сборным всё труднее — в 1954 году в Швейцарии сборная Франции лишь за 2 минуты до конца матча сумела вырвать победу у Мексики со счётом 3:2, благодаря пенальти, назначенному в ворота мексиканцев и реализованному Раймоном Копа. В 1958 году на чемпионате мира в Швеции Мексика добилась ничьей со сборной Уэльса — 1:1. А в 1962 году в Чили сумела обыграть со счётом 3:1 Чехословакию, впоследствии дошедшую до финала Мундиаля. Эта победа для Мексики стала первой на чемпионатах мира и позволила занять 3-е место в группе, оставив позади себя сборную Испании. На чемпионате 1966 года Мексика проиграла лишь 1 матч — хозяевам турнира сборной Англии со счётом 0:2, однако из группы не вышла, вновь заняв 3 место (опередив при этом сборную Франции). Хорошая игра сборной на чемпионате 1966 года внушила надежды — ведь следующий чемпионат должен был впервые пройти в Мексике. Английский журнал The Times разделял обоснованность надежд мексиканцев, охарактеризовав игру сборной Мексики: «Игроки c земли ацтеков продемонстрировали хорошую технику и показали, что они могут играть в современный футбол. Уже сейчас ясно, что эта команда будет на чемпионате мира в Мексике одной из лучших».
На чемпионате мира 1966 года вратарь сборной Мексики Антонио Карбахаль установил рекорд, став первым в истории игроком, принявшим участие в 5 чемпионатах мира — c 1950 по 1966 год он неизменно попадал в состав сборной. Позже Карбахаль был награждён золотой медалью ФИФА за заслуги перед футболом. Результат Карбахаля по количеству участий в финальных стадиях чемпионатов мира до сих пор не превзойдён — его удалось повторить лишь двум игрокам — Лотару Маттеусу (в 1998 году) и Джанлуиджи Буффону (в 2014). На родине за Карбахалем закрепилось прозвище La Tota Cinco Copas, что в переводе с испанского означает «5 кубков».

### Первый домашний чемпионат мира
В 1964 году ФИФА выбрала Мексику хозяйкой чемпионата мира 1970 года. Главной ареной турнира стал построенный к Олимпиаде 1968 года в Мехико стадион «Ацтека». В период с 1966 по 1970 год Федерация футбола Мексики организовала для национальной команды серию туров по Европе и Южной Америке, чтобы набраться опыта в товарищеских матчах с сильнейшими сборными мира и лучше подготовиться к домашнему мундиалю. Результаты этих поединков были весьма противоречивы. Были одержаны победы над именитыми сборными Бразилии, Аргентины и Уругвая, матчи с ведущими европейскими сборными Мексика свела вничью — счёт 0:0 был зафиксирован во встречах с ФРГ, Испанией, Португалией и Англией, матч с Италией завершился со счётом 1:1. При этом мексиканцы потерпели поражения в матчах с командами Перу, Швеции, Швейцарии, Дании, Бельгии и даже Люксембурга. 5 раз за этот период Мексика встречалась со сборной СССР — все 4 матча в Мексике завершились ничьей — 3 раза нулевой и один раз со счётом 1:1, а в единственном матче, проведённом в СССР, мексиканцы потерпели поражение — 0:2, матч проходил в Ленинграде на стадионе имени Кирова и собрал 100 тысяч зрителей.
В матче открытия чемпионата Мексике вновь пришлось встретиться со сборной СССР — матч проходил на легендарном стадионе «Ацтека» в присутствии 107 тысяч зрителей и, как и все предыдущие встречи этих сборных на мексиканской земле, завершился ничьей — 0:0. Два оставшихся матча в группе — против сборных Сальвадора и Бельгии — мексиканцы выиграли 4:0 и 1:0 соответственно. По итогам группового этапа сборные Мексики и СССР набрали одинаковое количество очков при одинаковой разнице мячей, однако за счёт меньшего количества забитых мячей (5:0 против 6:1) мексиканцы оказались лишь на 2 месте в группе 1, а это означало, что свой четвертьфинал они проведут не на «Ацтеке» в Мехико, а на стадионе «Немесио Диэс» в городе Толука-де-Лердо, так как согласно расписанию чемпионата на «Ацтеке» должен играться четвертьфинал с участием победителя группы 1. Стадион в Толуке смог вместить лишь 27 тысяч зрителей. В соперники по четвертьфиналу Мексике досталась сборная Италии. Мексиканцы открыли счёт на 13-й минуте, но уже спустя 12 минут счёт сравнялся из-за автогола. Первый тайм завершился со счётом 1:1, а во втором итальянцы забили 3 мяча и в итоге одержали победу — 4:1. Несмотря на обидное поражение, по итогам чемпионата Мексика занесла себе в актив первый в истории выход из группы, также мексиканцам принадлежит самая продолжительная «сухая» серия того чемпионата — 294 минуты.

### Неудачи на международной арене (1974—1982)
В период между двумя домашними чемпионатами Мексика не самым удачным образом выступала на мировой арене — не сумев квалифицироваться на чемпионаты мира 1974 и 1982 годов. На чемпионат 1978 года в Аргентине сборная Мексики всё же отобралась, но этот чемпионат стал худшим в истории национальной сборной — последнее место в группе после поражений во всех 3 матчах группового этапа с общей разницей 2:12 — даже на чемпионате мира 1930 года Мексика выступала более удачно.

### Второй домашний чемпионат мира

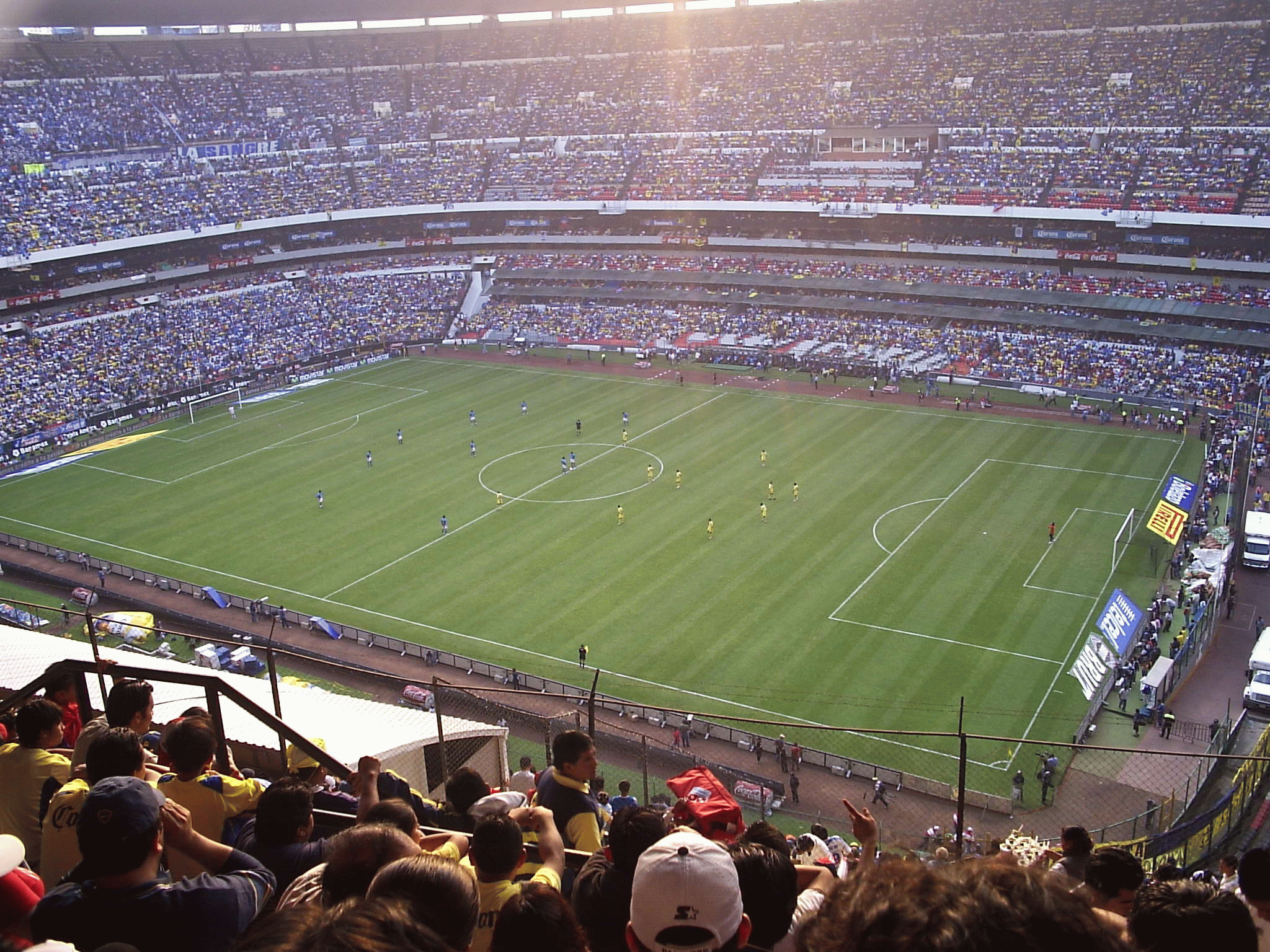
Знаменитый 100-тысячник «Ацтека» — крупнейший стадион в Латинской Америке и домашняя арена сборной Мексики

В 1986 году Мексика стала первой страной, которой доверили во второй раз провести чемпионат мира. Изначально чемпионат 1986 года планировалось провести в Колумбии, но из-за организационных проблем южноамериканская страна отказалась принять турнир.
Впервые мексиканскую сборную на чемпионат мира выводил европейский тренер — Бора Милутинович. Для Мексики это был первый (и пока единственный) чемпионат, на котором сборная не потерпела ни одного поражения. Групповой этап был пройден с двумя победами — над сборными Бельгии и Ирака (2:1 и 1:0 соответственно), и ничейным результатом с Парагваем (1:1). В 1/8 финала была одержана уверенная победа над сборной Болгарии со счётом 2:0, в этом матче Мануэль Негрете забил гол «ножницами», до сих пор считающийся одним из самых красивых в истории национальной команды. В четвертьфинале мексиканцам противостояла сборная ФРГ, с трудом одолевшая в 1/8 Марокко, благодаря голу Лотара Маттеуса на последней минуте матча. Матч Мексика — ФРГ выдался очень упорным и завершился серией пенальти, где немцы одержали победу со счётом 4:1. Таким образом, мексиканцы остановились в шаге от исторического достижения — выхода в полуфинал чемпионата мира. Одним из главных разочарований стал Уго Санчес, блиставший в то время в мадридском «Реале», но при этом так и не сумевший проявить себя в сборной Мексики — на этом чемпионате он забил всего 1 гол, отметился не забитым пенальти на последних минутах матча с Парагваем и весьма слабой игрой.

### Дисквалификация ФИФА и запрет на участие в чемпионате мира 1990
Мексика была дисквалифицирована из квалификационного раунда чемпионата мира по футболу 1990 (и всех международных соревнований) в течение двух лет из-за нарушения возрастного регламента в отборочных матчах к молодёжному чемпионату мира, проходивших в Гватемале в апреле 1988 года — несколько игроков были старше положенного возраста, причём этого никто не скрывал — они были в заявке за основную сборную страны, где были указаны их даты рождения. Изначально наказание планировалось применить только для соревнований молодёжной сборной в рамках КОНКАКАФ, но непримиримость и презрение мексиканских футбольных функционеров к решениям ФИФА привело к тому, что наказание распространилось на все футбольные сборные, представляющие Мексику. На протяжении двух лет после дисквалификации сборная Мексики не провела ни одного матча.

### Стабильный участник плей-офф (с 1994 года)

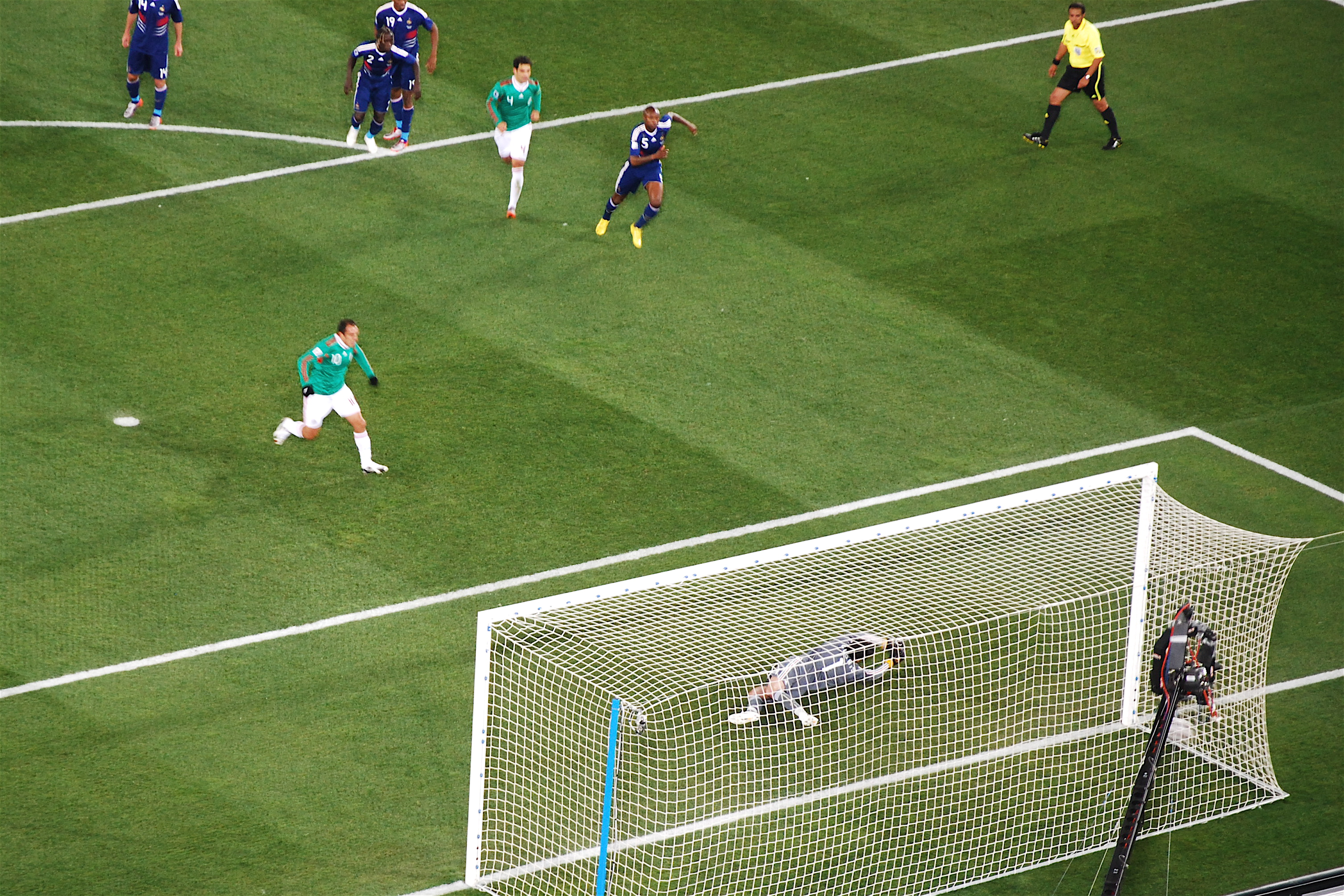
Куаутемок Бланко забивает гол в ворота сборной Франции на чемпионате мира 2010

На последних шести чемпионатах мира мексиканцы стабильно преодолевают групповой этап и выходят из группы. Учитывая то, что на чемпионате 1990 года сборной Мексики запретили участвовать чиновники ФИФА, мексиканцы выходят во второй раунд на 7 чемпионатах мира подряд, в которых принимают участие — более продолжительные серии по данному показателю есть только у двух сборных — Бразилии и Германии. При этом начиная с 1994 года Мексика неизменно проигрывает в плей-офф на стадии 1/8 финала.

#### Чемпионат мира 2014

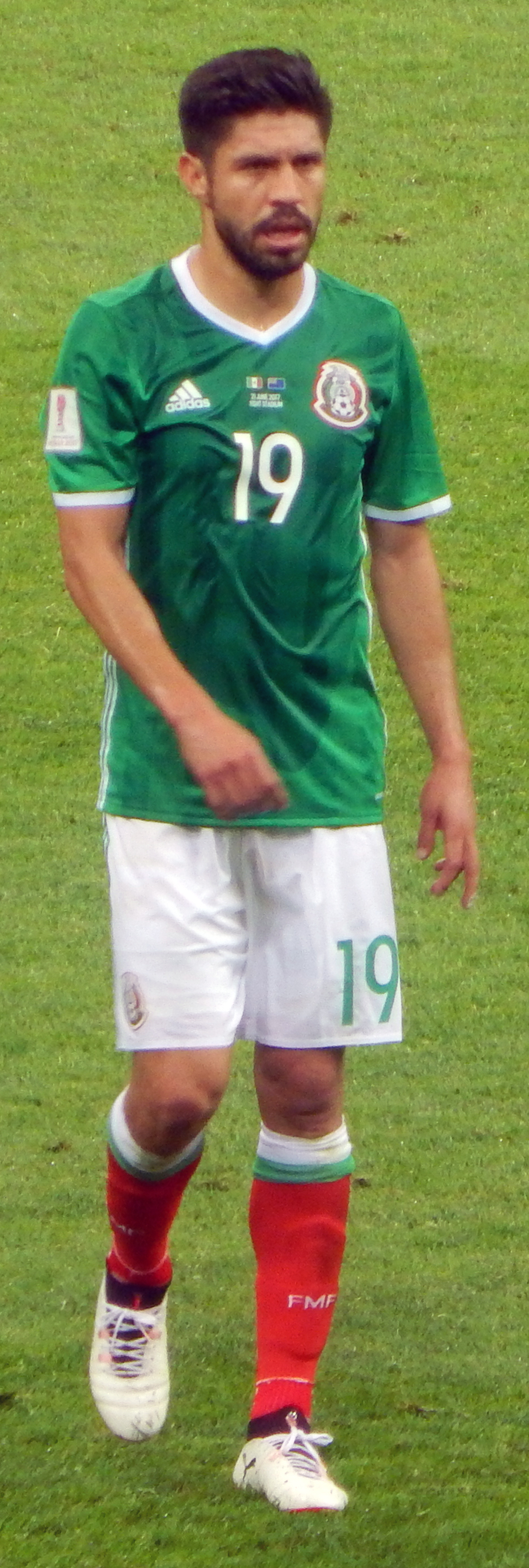
Главный герой (5 голов) стыковых матчей против сборной Новой Зеландии Орибе Перальта

На этапе отбора к чемпионату мира 2014 Мексика столкнулась с большими трудностями, в конечном счёте попав на свой 15-й Мундиаль лишь благодаря удачному стечению обстоятельств. Сменив трёх тренеров по ходу отборочного цикла, сборная Мексики впервые за многие годы не смогла напрямую квалифицироваться на чемпионат мира. Более того, одержав всего 2 победы в 10 матчах группового этапа в зоне КОНКАКАФ, Мексика лишь в последний момент получила право сыграть в стыковых матчах против команды из Океании, заняв 4 место в своей отборочной зоне. Перед последним туром у Мексики были лишь теоретические шансы на прямое попадание на чемпионат мира, и имелись реальные шансы на него не попасть вовсе. Для того чтобы занять 3 место в группе, мексиканцам было необходимо обыгрывать сборную Коста-Рики, уже решившую свою задачу по выходу на чемпионат, и при этом надеяться, что Гондурас проиграет аутсайдеру группы — сборной Ямайки. При этом Мексику ещё могла обойти Панама, проводившая свой заключительный матч дома против немотивированной сборной США, которая досрочно заняла первое место в группе. После ничьей в матче сборных Гондураса и Ямайки у Мексики оставались шансы лишь на «стыковое» 4 место, но Мексика проиграла Коста-Рике 1:2 и её судьба решалась в матче Панама — США. В случае победы Панамы Мексика оставалась за бортом стыковых матчей и вплоть до 91-й минуты матча с США панамцы вели в счёте (2:1), но сборная США в компенсированное ко 2-му тайму время забила 2 гола (2:3), и тем самым помогла своему извечному сопернику продолжить борьбу за путёвку на чемпионат мира.
Перед стыковыми матчами с победителем зоны ОФК — Новой Зеландией сборную возглавил бывший тренер «Америки» Мигель Эррера, который сделал ставку на игроков внутреннего чемпионата. Новозеландцы, ставшие на чемпионате мира 2010 года единственной командой, не потерпевшей поражений, и вообще не проигрывавшие в официальных турнирах на протяжении 5 лет, ничего не смогли противопоставить обновлённой сборной Мексики — мексиканцы ударно начинали оба стыковых поединка — поведя 5:0 дома и 0:3 в гостях и разгромили своих соперников по сумме двух матчей с общим счётом 9:3, пробившись на чемпионат мира. 5 голов в этих двух матчах забил нападающий «Сантос Лагуна» Орибе Перальта.
Перед чемпионатом мира мексиканцы потеряли основного атакующего полузащитника Луиса Монтеса, получившего перелом ноги в товарищеском матче с Эквадором. Ранее из-за конфликта с Федерацией за сборную отказался выступать проводящий один из своих лучших сезонов в Европе Карлос Вела. По-прежнему основу сборной составляли игроки, выступавшие в Лиге MX, — 15 игроков из 23, попавших в заявку, представляли чемпионат Мексики.
На чемпионате мира 2014 мексиканцы попали в группу «А» с хозяевами турнира — сборной Бразилии, а также командами Хорватии и Камеруна. Первый матч против Камеруна сопровождался грубейшими судейскими ошибками — в первом тайме колумбийский лайнсмен Умберто Клавихо не позволил засчитать два гола Джованни дос Сантоса в ворота Камеруна, оба раза ошибочно зафиксировав положение «вне игры». Несмотря на это, мексиканцы выиграли 1:0, благодаря голу Орибе Перальты, забитому во втором тайме, а лайнсмен из Колумбии был впоследствии отстранён от судейства матчей чемпионата мира.
Во 2-м туре группового этапа в матче с Бразилией была зафиксирована ничья 0:0 — эта ничья стала исторической — Мексика стала первой в мире сборной не из Европы или Южной Америки, которая сумела не проиграть бразильцам в рамках финальной части чемпионатов мира.
В третьем туре, чтобы в очередной раз выйти в 1/8 финала, Мексику устраивала ничья. В матче с хорватами Мексика вновь столкнулась с судейскими ошибками, когда при счёте 0:0 Дарио Срна в своей штрафной двумя руками отбил мяч, посланный в направлении ворот Андресом Гуардадо, а главный рефери матча Равшан Ирматов вместо пенальти назначил угловой удар. Но после этого мексиканцы в течение 10 минут трижды поразили ворота соперника, уверенно доведя матч до победы.
Хорваты смогли забить лишь «гол престижа» в концовке матча, тем самым прервав «сухую» серию Гильермо Очоа, насчитывающую 280 минут. Эта серия являлась одной из самых продолжительных на чемпионате мира 2014 года, изобилующем голами. Дольше свои ворота «нераспечатанными» удавалось сохранять лишь вратарю сборной Коста-Рики Кейлору Навасу — 348 минут.
В 1/8 финала сборная Мексики в одном из самом драматичных матчей чемпионата уступила сборной Нидерландов, открыв счёт в начале второго тайма, но затем пропустив 2 мяча в самой концовке матча. Решающим стал пенальти на 94-й минуте, назначение которого вызвало немало споров.
На 30-й минуте этой встречи состоялся первый в истории официальный 3-минутный перерыв, введённый ФИФА для охлаждения футболистов при температуре воздуха, превышающей 32 °C.

#### Чемпионат мира 2018

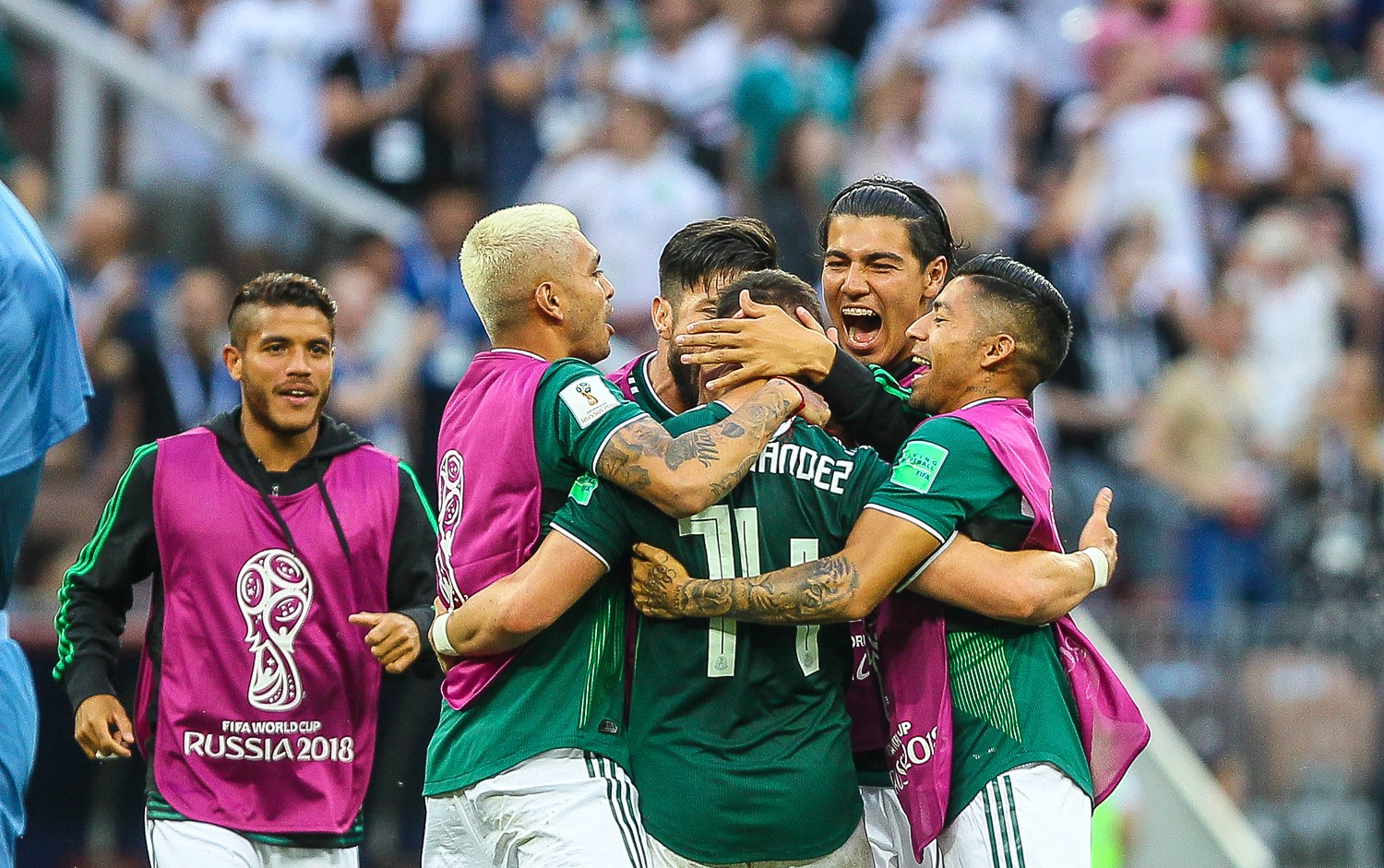
Игроки сборной Мексики празднуют победу над сборной Германии

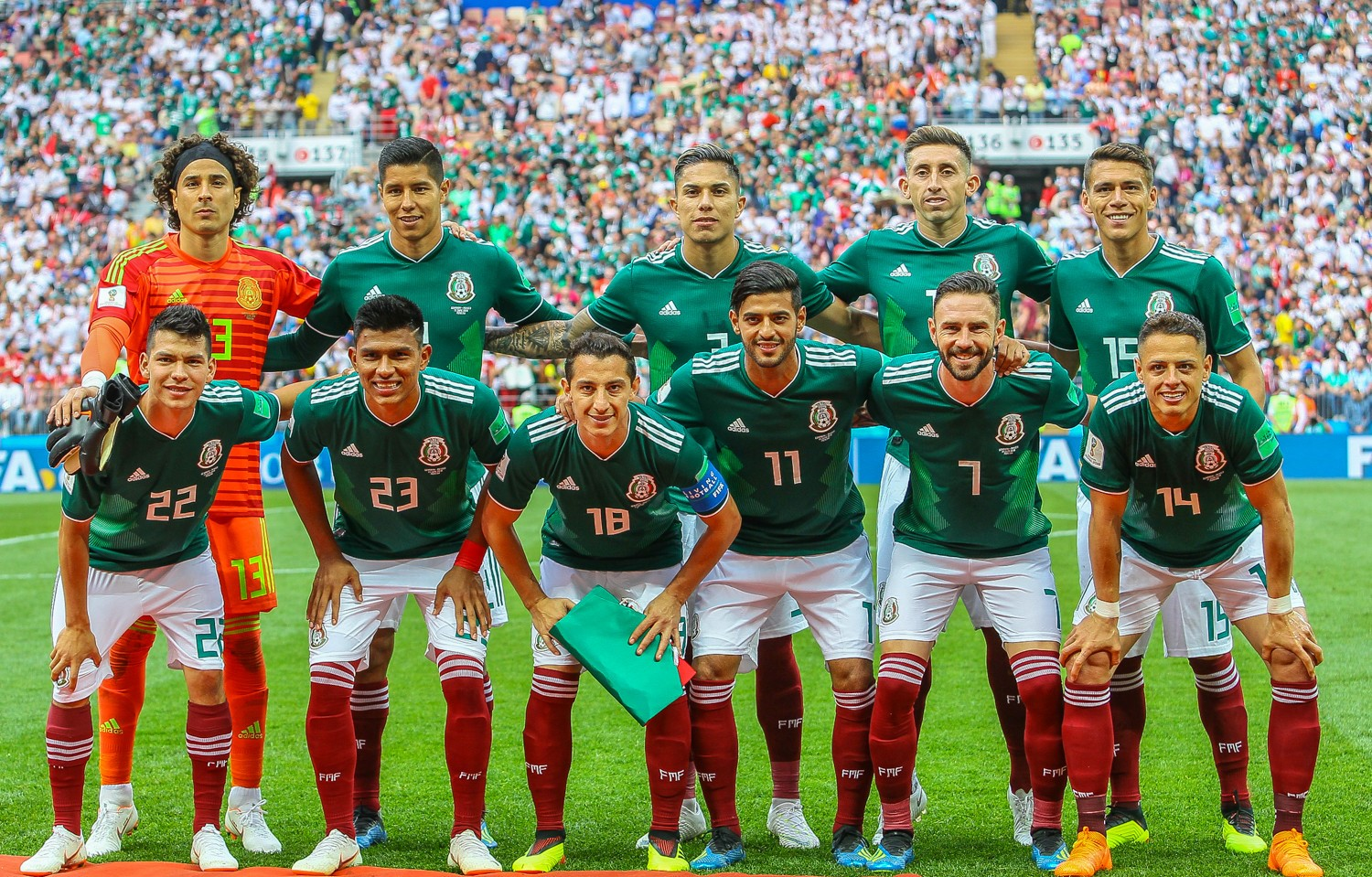
Сборная Мексики на чемпионате мира в России

В отличие от предыдущего Мундиаля, на этот раз Мексика уверенно выиграла отборочный турнир в зоне CONCACAF, потерпев единственное поражение в матче последнего тура против Гондураса, когда уже досрочно завоевала первое место в отборе.
4 июня 2018 года был опубликован список игроков, которых Хуан Карлос Осорио вызвал в сборную на матчи чемпионата мира в России. В их числе оказался и капитан сборной на последних 4 чемпионатах мира защитник гвадалахарского «Атласа» Рафаэль Маркес, ставший первым в истории футболистом, который в ранге капитана сборной принял участие в пяти чемпионатах мира (2002, 2006, 2010, 2014, 2018).
Впервые в истории сборной Мексики больше половины игроков (12 из 23) представляли европейские клубы.
На групповом этапе чемпионата мира сборная Мексики выиграла у сборных Германии (в Москве 17 июня) и Республики Корея (23 июня в Ростове-на-Дону). Проиграла Швеции (27 июня в Екатеринбурге).
По результатам групповых игр Мексика вышла в плей-офф чемпионата мира-2018 и проиграла 0:2 Бразилии (2 июля в Самаре).
Этот турнир стал пятым для ветерана сборной Маркеса, таким образом он стал четвёртым игроком после Антонио Карбахаля, Лотара Маттеуса и Джанлуиджи Буффона, которому покорилось данное достижение. Также в поединке против сборной Республики Корея, лучший бомбардир мексиканцев в истории Хавьер Эрнандес забил свой пятидесятый гол, таким образом отличившись на третьем мировом первенстве подряд.

## Стиль игры
Мексиканцы предпочитают оборонительный, жёсткий футбол. Футболисты сборной отличаются высокой техникой владения мячом. Типичной для них манерой является игра в короткий пас.

## Форма

### Домашняя
| 1928    | ЧМ-1930   | ЧМ-1950   | ЧМ-1958   | ЧМ-1962   | ЧМ-1966 | ЧМ-1970   | ЧМ-1978   | ЧМ-1986 | 1990       | ЧМ-1994   |
| 1995    | ЧМ-1998   | 1999—2000 | 2000—2001 | 2001—2002 | ЧМ-2002 | 2003—2005 | 2005—2006 | ЧМ-2006 | 2007—2008  | 2008—2010 |
| ЧМ-2010 | 2011—2014 | ЧМ-2014   | 2015—2016 | 2016—2017 | ЧМ-2018 | 2019—2020 | 2020—2022 | ЧМ-2022 | 2024—н. в. |           |

### Гостевая
| ЧМ-1950   | 1958      | ЧМ-1962   | ЧМ-1966   | 1978       | ЧМ-1986   | ЧМ-1994   | 1995    | ЧМ-1998   | 1999—2000 | 2000—2001 |
| 2001—2002 | 2002—2003 | 2003—2005 | 2005—2006 | ЧМ-2006    | 2007—2008 | 2008—2010 | ЧМ-2010 | 2011—2013 | 2013—2014 | ЧМ-2014   |
| 2015—2017 | ЧМ-2018   | 2020—2022 | 2022—2024 | 2024—н. в. |           |           |         |           |           |           |

### Резервная
| 2000—2001 | 2001—2002 | 2002—2003 |

#### Специальная
| 2003—2004 | 2010—2011 | КОНКАКАФ 2023 | КОНКАКАФ 2025 |

Источники:,

## Текущий состав
Следующие игроки были вызваны в состав сборной главным тренером Хавьером Агирре для участия в матчах Лиги наций КОНКАКАФ  против сборных Канады и Панамы, которые прошли 21 и 24 марта 2025 года.
Игры и голы приведены по состоянию на 17 мая 2025 года:
| 1  | Вр  | Луис Малагон      | 2 марта 1997 (28 лет)     | 9   | —  | Америка          |  |  |
| 12 | Вр  | Рауль Ранхель     | 25 февраля 2000 (25 лет)  | 2   | —  | Гвадалахара      |  |  |
| —  | Вр  | Карлос Морено     | 29 января 1998 (27 лет)   | 0   | —  | Пачука           |  |  |
|    |     |                   |                           |     |    |                  |  |  |
| 3  | Защ | Сесар Монтес      | 24 февраля 1997 (28 лет)  | 53  | 1  | Локомотив        |  |  |
| 5  | Защ | Хоан Васкес       | 22 октября 1998 (26 лет)  | 31  | 1  | Дженоа           |  |  |
| 14 | Защ | Хесус Ангуло      | 30 января 1998 (27 лет)   | 19  | 0  | УАНЛ Тигрес      |  |  |
| 19 | Защ | Родриго Уэскас    | 18 сентября 2003 (21 год) | 2   | 0  | Копенгаген       |  |  |
| 23 | Защ | Хесус Гальярдо    | 15 августа 1994 (30 лет)  | 101 | 2  | Толука           |  |  |
| 25 | Защ | Исраэль Рейес     | 23 мая 2000 (25 лет)      | 20  | 2  | Америка          |  |  |
| 25 | Защ | Рамон Хуарес      | 9 мая 2001 (24 года)      | 0   | 0  | Америка          |  |  |
|    |     |                   |                           |     |    |                  |  |  |
| 4  | ПЗ  | Эдсон Альварес    | 24 октября 1997 (27 лет)  | 85  | 5  | Вест Хэм Юнайтед |  |  |
| 6  | ПЗ  | Эрик Лира         | 8 мая 2000 (25 лет)       | 6   | 0  | Крус Асуль       |  |  |
| 7  | ПЗ  | Луис Ромо         | 5 июня 1995 (30 лет)      | 56  | 4  | Гвадалахара      |  |  |
| 8  | ПЗ  | Карлос Родригес   | 3 января 1997 (28 лет)    | 57  | 0  | Крус Асуль       |  |  |
| 17 | ПЗ  | Орбелин Пинеда    | 24 марта 1996 (29 лет)    | 79  | 11 | АЕК              |  |  |
| 18 | ПЗ  | Луис Чавес        | 15 января 1996 (29 лет)   | 39  | 4  | Динамо Москва    |  |  |
| 25 | ПЗ  | Роберто Альварадо | 7 сентября 1998 (26 лет)  | 50  | 5  | Гвадалахара      |  |  |
|    |     |                   |                           |     |    |                  |  |  |
| 9  | Нап | Рауль Хименес     | 5 мая 1991 (34 года)      | 109 | 35 | Фулхэм           |  |  |
| 10 | Нап | Алексис Вега      | 25 ноября 1997 (27 лет)   | 37  | 6  | Толука           |  |  |
| 11 | Нап | Сантьяго Хименес  | 18 апреля 2001 (24 года)  | 34  | 4  | Милан            |  |  |
| 11 | Нап | Хулиан Киньонес   | 24 марта 1997 (28 лет)    | 11  | 2  | Аль-Кадисия      |  |  |
| 20 | Нап | Эфраин Альварес   | 19 июня 2002 (23 года)    | 5   | 1  | Тихуана          |  |  |
| 21 | Нап | Сесар Уэрта       | 3 декабря 2000 (24 года)  | 17  | 3  | Андерлехт        |  |  |

## Статистика выступлений на чемпионатах мира
| Год   | Раунд                  | М  | В  | Н* | П  | МЗ | МП |
| ----- | ---------------------- | -- | -- | -- | -- | -- | -- |
| 1930  | Первый раунд           | 3  | 0  | 0  | 3  | 4  | 13 |
| 1934  | Не прошли квалификацию | -  | -  | -  | -  | -  | -  |
| 1938  | Отказалась от участия  | -  | -  | -  | -  | -  | -  |
| 1950  | Первый раунд           | 3  | 0  | 0  | 3  | 2  | 10 |
| 1954  | Первый раунд           | 2  | 0  | 0  | 2  | 2  | 7  |
| 1958  | Первый раунд           | 3  | 0  | 1  | 2  | 1  | 8  |
| 1962  | Первый раунд           | 3  | 1  | 0  | 2  | 3  | 4  |
| 1966  | Первый раунд           | 3  | 0  | 2  | 1  | 1  | 3  |
| 1970  | Четвертьфинал          | 4  | 2  | 1  | 1  | 6  | 3  |
| 1974  | Не прошли квалификацию | -  | -  | -  | -  | -  | -  |
| 1978  | Первый раунд           | 3  | 0  | 0  | 3  | 2  | 12 |
| 1982  | Не прошли квалификацию | -  | -  | -  | -  | -  | -  |
| 1986  | Четвертьфинал          | 5  | 3  | 2  | 0  | 6  | 2  |
| 1990  | Дисквалифицированы     | -  | -  | -  | -  | -  | -  |
| 1994  | 1/8 финала             | 4  | 1  | 2  | 1  | 4  | 4  |
| 1998  | 1/8 финала             | 4  | 1  | 2  | 1  | 8  | 7  |
| 2002  | 1/8 финала             | 4  | 2  | 1  | 1  | 4  | 4  |
| 2006  | 1/8 финала             | 4  | 1  | 1  | 2  | 5  | 5  |
| 2010  | 1/8 финала             | 4  | 1  | 1  | 2  | 4  | 5  |
| 2014  | 1/8 финала             | 4  | 2  | 1  | 1  | 5  | 3  |
| 2018  | 1/8 финала             | 4  | 2  | 0  | 2  | 3  | 6  |
| 2022  | Групповой этап         | 3  | 1  | 1  | 1  | 2  | 3  |
| 2026  | Хозяин                 | 0  | 0  | 0  | 0  | 0  | 0  |
| Итого | 18/23                  | 60 | 17 | 15 | 28 | 62 | 99 |

*В ничьи включены также матчи плей-офф, которые завершились послематчевыми пенальти.